# 토이캅
《토이캅》은 뽀롱뽀롱 뽀로로의 제작사 오콘에서 경찰청과 공동기획으로 제작한 3D 애니메이션이며 1부는 2017년 8월 18일에 특별 방영을 내보냈으며, 1개월 후인 9월 14일부터 11월 30일까지 KBS 2TV에서 방영되었으며, 2부는 2018년 4월 12일 부터 7월 5일까지 방영했다.

## 방송 일시
| 방송 채널 | 방송일                      | 방송 시간 |
| --------- | --------------------------- | --------- |
| KBS2      | 2017년 8월 18일             | 종료      |
| KBS2      | 2017년 9월 14일 ~ 11월 30일 | 종료      |
| KBS2      | 2018년 4월 12일 ~ 7월 5일   | 종료      |

## 목소리 출연
- 정주원: 티피, 포돌이
- 최윤정: 포순이
- 조경아: 토토
- 이새아: 싸이언
- 김현수: 해머
- 윤용식: 하데스

## 방영 목록
| 회차       | 주제                   | 방송 일자        |
| ---------- | ---------------------- | ---------------- |
| 1화        | 곰돌이의 힘든 하루     | 2017년 9월 14일  |
|            | 돼지저금통의 살 빼기!  | 2017년 9월 14일  |
| 2화        | 서랍장의 왕자님        | 2017년 9월 21일  |
|            | 전설의 경찰관          | 2017년 9월 21일  |
| 3화        | 치킨인형은 알고 있다   | 2017년 9월 28일  |
|            | 무서운 소리            | 2017년 9월 28일  |
| 4화        | 캄캄한 밤의 대모험     | 2017년 10월 12일 |
|            | 비눗방울 대소동        | 2017년 10월 12일 |
| 5화        | 수상한 가게와 불량식품 | 2017년 10월 19일 |
|            | 마법 한자카드의 전설   | 2017년 10월 19일 |
| 6화        | 욕조에 빠졌어요        | 2017년 10월 26일 |
|            | 공포의 낚시            | 2017년 10월 26일 |
| 7화        | 오스트가 이상해요      | 2017년 11월 2일  |
|            | 가짜가 나타났다!       | 2017년 11월 2일  |
| 8화        | 사라진 자동차의 바퀴   | 2017년 11월 9일  |
|            | 춤을 멈출 수 없어      | 2017년 11월 9일  |
| 9화        | 무서운 선풍기          | 2017년 11월 16일 |
|            | 놀이방이 꽁꽁 얼었어요 | 2017년 11월 16일 |
| 10화       | 드론이 날아와요        | 2017년 11월 23일 |
|            | 팽이가 빙빙빙          | 2017년 11월 23일 |
| 최종화(11) | 합체! 타리빅봇         | 2017년 11월 30일 |
|            | 기차의 악당            | 2017년 11월 30일 |

| 회차       | 주제                           | 방송 일자       |
| ---------- | ------------------------------ | --------------- |
| 1화        | 체포... 하자마자 탈출          | 2018년 4월 12일 |
|            | 빅봇의 노래                    | 2018년 4월 12일 |
| 2화        | 코끼리 할아버지의 꿈을 지켜라! | 2018년 4월 19일 |
|            | 종이로봇의 반격                | 2018년 4월 19일 |
| 3화        | 공포의 노란 우비               | 2018년 4월 26일 |
|            | 스파이 토토                    | 2018년 4월 26일 |
| 4화        | 티피의 폭풍 필살기             | 2018년 5월 3일  |
|            | 빼앗긴 경찰서                  | 2018년 5월 3일  |
| 5화        | 무서운 장난감병                | 2018년 5월 10일 |
|            | 곰인형 아저씨가 커졌어요       | 2018년 5월 10일 |
| 6화        | 아기인형 돌보기                | 2018년 5월 17일 |
|            | 머리카락 도난사건              | 2018년 5월 17일 |
| 7화        | 일일 경찰관이 된 티라온        | 2018년 5월 24일 |
|            | 장식장을 세워라                | 2018년 5월 24일 |
| 8화        | 무서운 식물                    | 2018년 5월 31일 |
|            | 하데스의 생일                  | 2018년 5월 31일 |
| 9화        | 떨어지기 힘들어                | 2018년 6월 7일  |
|            | 타리온의 해골병사              | 2018년 6월 7일  |
| 10화       | 쓱싹쓱싹 청소하자              | 2018년 6월 14일 |
|            | 머리가 커진 하데스             | 2018년 6월 14일 |
| 11화       | 날아라 치킨인형                | 2018년 6월 21일 |
|            | 폭주버스를 세워라!             | 2018년 6월 21일 |
| 12화       | 시간을 멈추는 마법의 시계      | 2018년 6월 28일 |
|            | 거꾸로 시간여행                | 2018년 6월 28일 |
| 최종화(13) | 합체! 타리빅봇                 | 2018년 7월 5일  |
|            | 기차의 악당                    | 2018년 7월 5일  |